# 梅魯 (東部省)
梅魯是東非國家肯雅的城市，由東部省負責管轄，位於肯雅山東北部，海拔高度1,581米，建城於1911年5月13日，每年平均降雨量1,366毫米，是該國東北部的商業、農業和教育中心，1999年人口42,667，是全國第六大城市。